# Schlachtjahrzeit
Als Schlachtjahrzeit oder Schlachtenjahrzeit bezeichnet man insbesondere im Raum der Alten Eidgenossenschaft kirchliche Gedenkfeiern für die Gefallenen von Schlachten und Kriegen. Entsprechende Feierlichkeiten gab es allerdings auch ausserhalb der Eidgenossenschaft.

## Geschichte

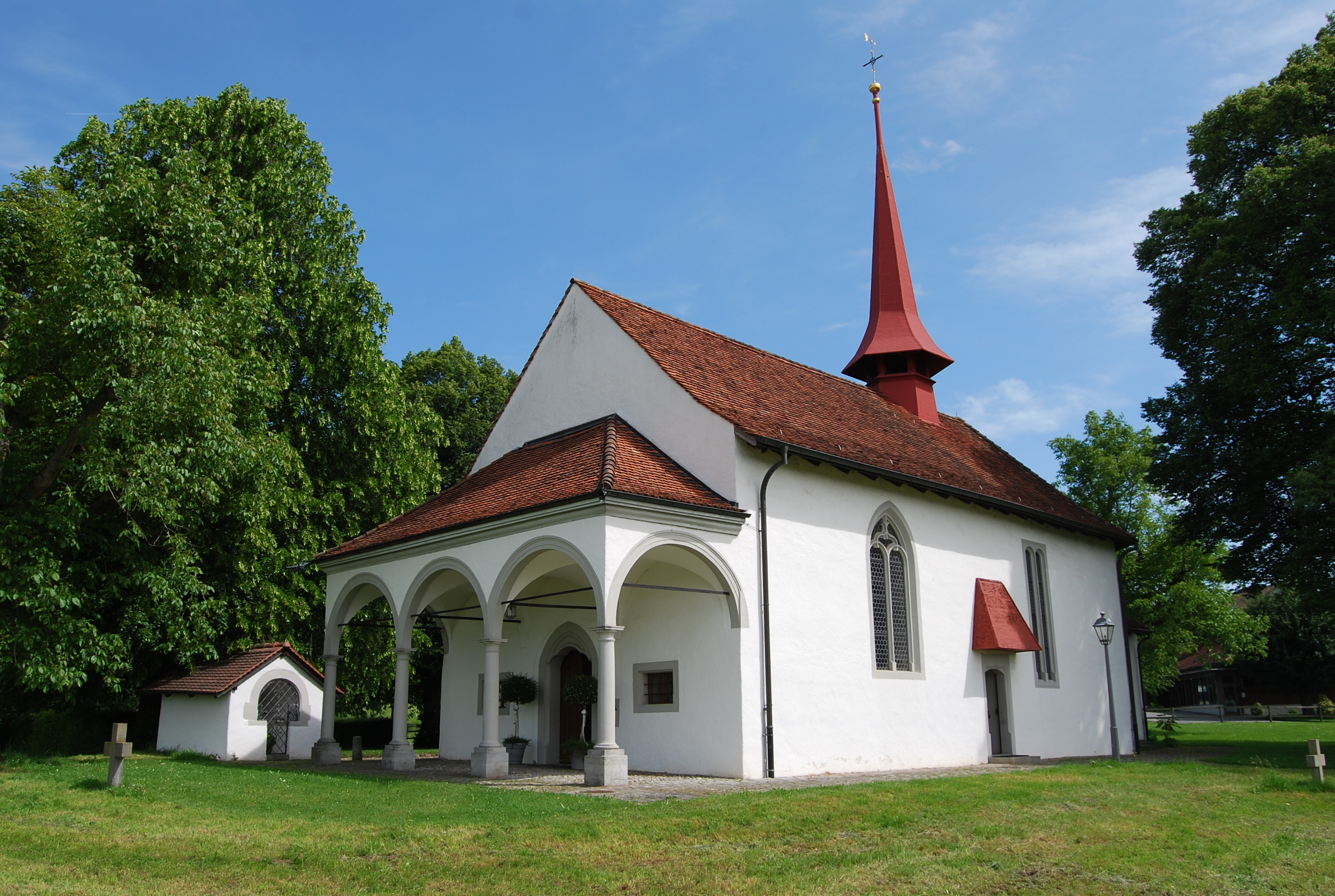
In der Schlachtkapelle bei Sempach wird bis heute alljährlich am entsprechenden Datum Anfang Juli der Schlacht bei Sempach gedacht.

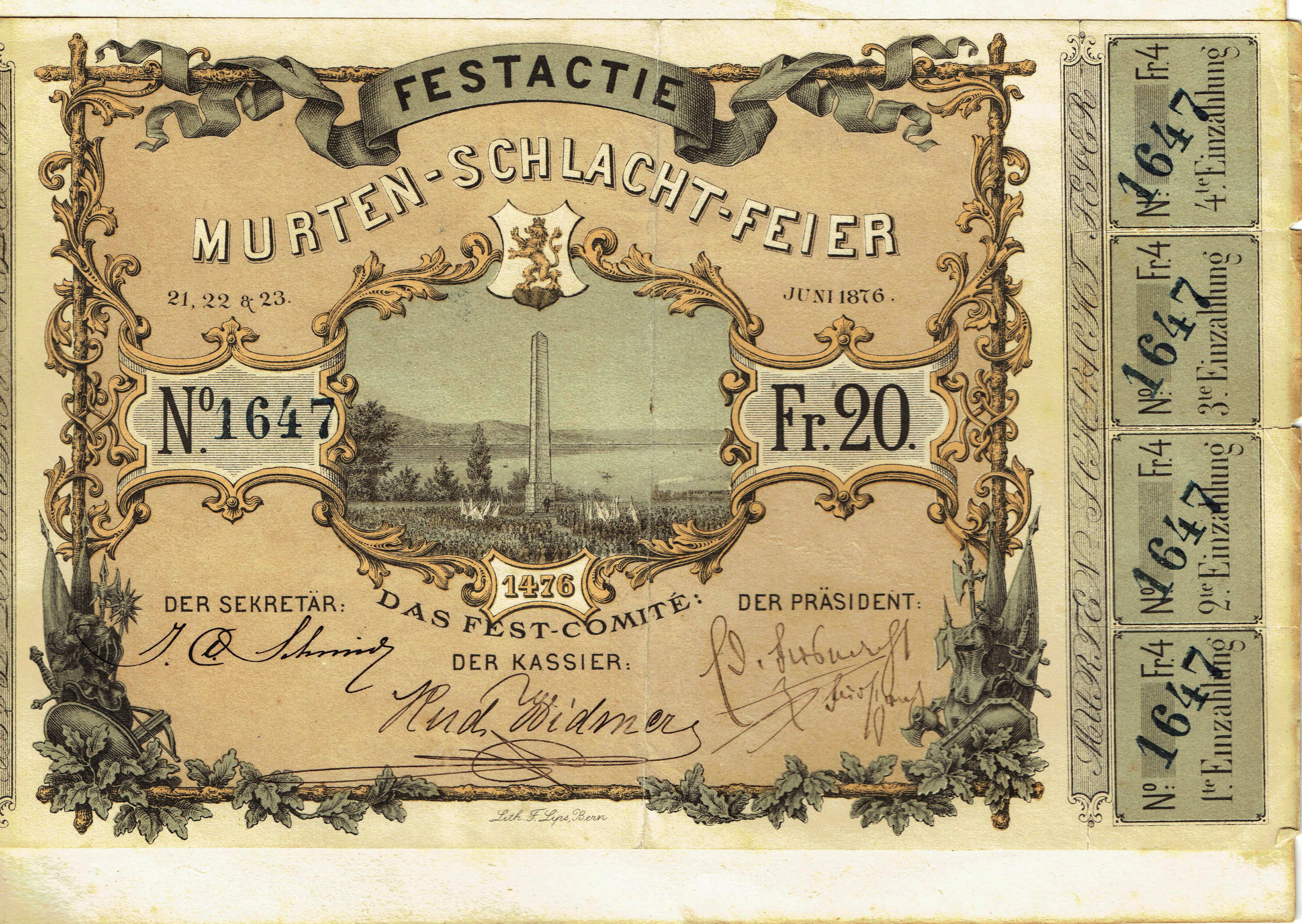
Festaktie zur Finanzierung der Murten-Schlacht-Feier im Juni 1876

Im Verlauf des Spätmittelalters begannen die Obrigkeiten der eidgenössischen Orte, für die Gefallenen vergangener kriegerischer Auseinandersetzungen Jahrzeiten zu stiften, damit alljährlich zu den Jahrestagen oder anderen bedeutungsvollen Daten für deren Seelenheil gebetet würde. Begangen wurden diese Feierlichkeiten ursprünglich nicht am Ort des Geschehens, sondern in den örtlichen Pfarrkirchen. Meist wurden die Namen der Gefallenen zusammen mit einem kurzen Bericht über die Ereignisse in die Jahrzeitbücher eingetragen, um sie im Rahmen des liturgischen Totengedenkens zu verkünden. Vielfach entstanden derartige Aufzeichnungen jedoch nicht unmittelbar nach der Schlacht, so dass eine eingehende quellenkritische Prüfung vonnöten ist.
Als wichtigster Feiertag etablierte sich in vielen eidgenössischen Orten das Datum der Schlachten bei Laupen und Murten, nämlich der Tag der Zehntausend Ritter (22. Juni). Ebenfalls vielerorts begangen wurde der Tag des Heiligen Fridolin (6. März) zum Andenken an den Alten Zürichkrieg und besonders an die Schlacht bei Ragaz.
Nach dem Untergang des Ancien Régime wurde dieses Brauchtum an den meisten Orten aufgegeben. An seine Stelle traten stärker weltlich ausgerichtete Gedenkfeiern mit Festspielen und Schützenfesten, insbesondere zu den grossen Zentenarfeiern der betreffenden Ereignisse im 19. und 20. Jahrhundert. Heute noch alljährlich begangen werden die Jahrzeit zum Andenken an die Schlacht bei Sempach bei der dortigen Kapelle, die Näfelser Fahrt in Näfels sowie die Wallfahrt der Appenzeller in Erinnerung an die Schlacht am Stoss. Die Gedenkfeierlichkeiten für die Schlacht am Morgarten sind jüngeren Datums.